# Hiperespacio (ciencia ficción)
El hiperespacio en ciencia ficción es una región de interconexión del universo gracias a los agujeros de gusano, que sirve como atajo en los viajes interestelares para viajar más rápido que la luz.

## Descripción
Numerosos escritores de ciencia ficción han buscado soluciones al tema de los viajes interestrelares, y a la imposibilidad de viajar más rápido que la luz impuesta por la teoría de la relatividad de Einstein.
Si el escritor respeta las leyes físicas tal como hoy las conocemos, un viaje interestelar precisa varias décadas, y aparecen problemas como el mantener la vida de los pasajeros. Si la velocidad de la nave es una fracción importante de la velocidad de la luz, entonces surgen inconvenientes relacionados con la distorsión espaciotemporal, siendo el más significativo el de la ralentización del tiempo de a bordo, lo que hace que un viaje de un año según el tiempo de la nave sean decenas de años del resto del universo. 
La solución elegida por los escritores de ciencia ficción es el movimiento a través del hiperespacio. Se trata de no viajar por el espacio tal y como lo conocemos, sino en deslizarse fuera de este y viajar a través del espacio-tiempo y regresar a nuestro propio universo en algún punto lejos de donde iniciamos nuestro viaje. 
La idea básica de lo que es el hiperespacio puede comprenderse cogiendo una hoja de papel y marcando en ella dos puntos relativamente alejados. La forma más rápida de viajar entre ellos es coger una regla y dibujar una línea recta que los una. Sin embargo, si nos fuera dado hacer trampas, cogeríamos la hoja de papel y la doblaríamos, uniendo directamente los dos puntos, reduciendo así a cero su distancia y haciendo el viaje instantáneo.
La hoja de papel es bidimensional; para unir los dos puntos la hemos doblado en una tercera dimensión. Nuestro universo es tridimensional; podemos hacer una analogía con la hoja de papel y suponer que lo doblamos en una cuarta dimensión para unir dos puntos alejados miles de años luz, haciéndolos contiguos. Esta cuarta dimensión sería el hiperespacio. El hiperespacio sería entonces ese otro espacio usado como atajo.
Autores más prosaicos, idearon un hiperespacio diferente que consistiría simplemente en una región paralela o coexistente con nuestra realidad dentro de la cual las leyes físicas serían diferentes, posibilitando, por lo tanto, el viaje a velocidades supralumínicas.
Otros autores, como Asimov, no obstante, describen el hiperespacio como una condición más que un lugar. El salto al hiperespacio sería en realidad un cambio de condición de la materia, que viajaría como una onda taquiónica. Al reaparecer en el espacio real, la onda colapsaría, restaurando la materia a su composición de mesones.
Sea un cambio de condiciones, una incursión en un espacio paralelo o la manipulación de una cuarta dimensión, el hiperespacio no ha sido probado científicamente, aunque tampoco ha podido ser rebatido.
En general, como toda forma de viajar a velocidades mayores que la luz, mantiene el inconveniente según el cual superar esta barrera implicaría también la posibilidad de viajar en el tiempo y, consecuentemente, la  violar el principio de causalidad, dando lugar a paradojas espaciotemporales.

## Ejemplos de obras hiperespaciales
El término hiperespacio lo inventó John W. Campbell en su relato corto The Mightiest Machine, publicado en 1934 en la revista Astounding, y desde entonces ha sido profusamente utilizado en multitud de obras. A veces con nombres distintos o dándole diferentes tratamientos pseudomatemáticos, pero el concepto era siempre similar.
- En los 50 Isaac Asimov utiliza el concepto en su visión de la historia futura del Ciclo de Trantor, pero se abstiene de explicarlo, aunque es presumible que acogió el concepto de su amigo Campbell como recurso dramático necesario.

- En la novela juvenil Starship Troopers, de Robert A. Heinlein, se utiliza el Impulso Cherenkov como recurso para el hiperespacio, aunque no se menciona la palabra.

- En 1977 En la saga de Star Wars, las naves frecuentemente "saltan al hiperespacio".

- En la serie Stargate SG-1 y Stargate Atlantis las naves de distintas razas cuentan con propulsores hiperespaciales, capaces de viajar a más de 32000 veces la velocidad de la luz.

- En la serie Babylon 5 las naves podían saltar al hiperespacio abriendo un punto de salto al mismo. Algunas naves tenían la capacidad de formar sus propios puntos de salto, otras accedían al mismo usando las puertas de salto.

- En la saga Homeworld las naves pueden saltar al hiperespacio.